# Capoliveri
Capoliveri is een gemeente op het eiland Elba, behorend tot de Italiaanse provincie Livorno (regio Toscane), en telt 3427 inwoners (31-12-2004). De oppervlakte bedraagt 39,0 km², de bevolkingsdichtheid is 88 inwoners per km².
De volgende frazioni maken deel uit van de gemeente: Madonna delle Grazie, Morcone, Pareti.

## Demografie
Capoliveri telt ongeveer 1650 huishoudens. Het aantal inwoners steeg in de periode 1991-2001 met 27,5% volgens cijfers uit de tienjaarlijkse volkstellingen van ISTAT.
| Jaar | Inwoneraantal |
| ---- | ------------- |
| 1991 | 2435          |
| 2001 | 3105          |

## Geografie
De gemeente ligt op ongeveer 167 meter boven zeeniveau.
Capoliveri grenst aan de volgende gemeenten: Campo nell'Elba, Porto Azzurro, Portoferraio.